# Charles Gwennou
Charles Gwennou (14 mai 1851 à Lézardrieux, Côtes-d'Armor - 7 février 1915 à Vitry-sur-Seine, actuel Val-de-Marne), est un poète de langue bretonne. Ses œuvres sont : Maro ar Morvan, Holl Oberiou Doue, Roit Meulodi d'Erhan.

## Œuvres répertoriées
- Comment je devins rimeur. Le vin du Recteur de Coatascorn en Basse-Bretagne. (Gwin person Koatascorn) Les grands vins de France. Curiosités littéraires. ; René Midy;  Ch Gwennou ; Saint-Brieuc, Prud'homme 1904. (OCLC 81800362)
- Santez Trifina hag ar Roue Arzur : mister e pemp arvest ; Charles Guennou;  François Jaffrennou ; Montroulez : F. Hamon, 1899. (OCLC 78930300)
- Zantez Trifina - Ste Tréphine et le roi Arthur, drame en cinq actes écrit en vers bretons et traduit en prose française par Taldir ; Guennou, Ch. ; Paris : H. Champion, 1899
- Sainte Tréphine et le roi Arthur : mystère en cinq actes ; Charles Guennou ; François Jaffrennou ; Morlaix : Imprimerie F. Hamon, 1899.
- Meurlarjez! : (abadenn spontuz eur mezvier hag he vab) Charles Guennou ; Saint-Brieuc : Imprimerie Saint Guillaume, 1896
- Al leaz. ; Ch Gwennou ; Saint-Brieuc : Imprimerie Saint Guillaume ..., 1896. (OCLC 41096993)
- Re a skiant hon euz : pe Iann ar Manchek o vont da Baris ; Charles Guennou ; Saint-Brieuc : Imprimerie Saint Guillaume, 1896. (OCLC 79606987)
- Levr al labourer; Joachim Guillome ;  Charles Guennou ; Brest : Dumont, 1895
- Ar Bater. ; François Coppée;  Fransez Ch Gwennou ; Moullet e Brest, e Ti ann Ao.A.Dumont, 1892. (OCLC 81400333)
- Holl oberiou Doue roit meulodi d'ezhan; Guennou, Ch.-F. ; Pempoul : E. Morin, 1873

## Source
- Histoire de la Bretagne, par l'Abbé Henri Poisson, Chanoine titulaire de la cathédrale de Rennes, 6e édition revue en 1975, paru aux Éditions Breiz